# Transport en Union soviétique

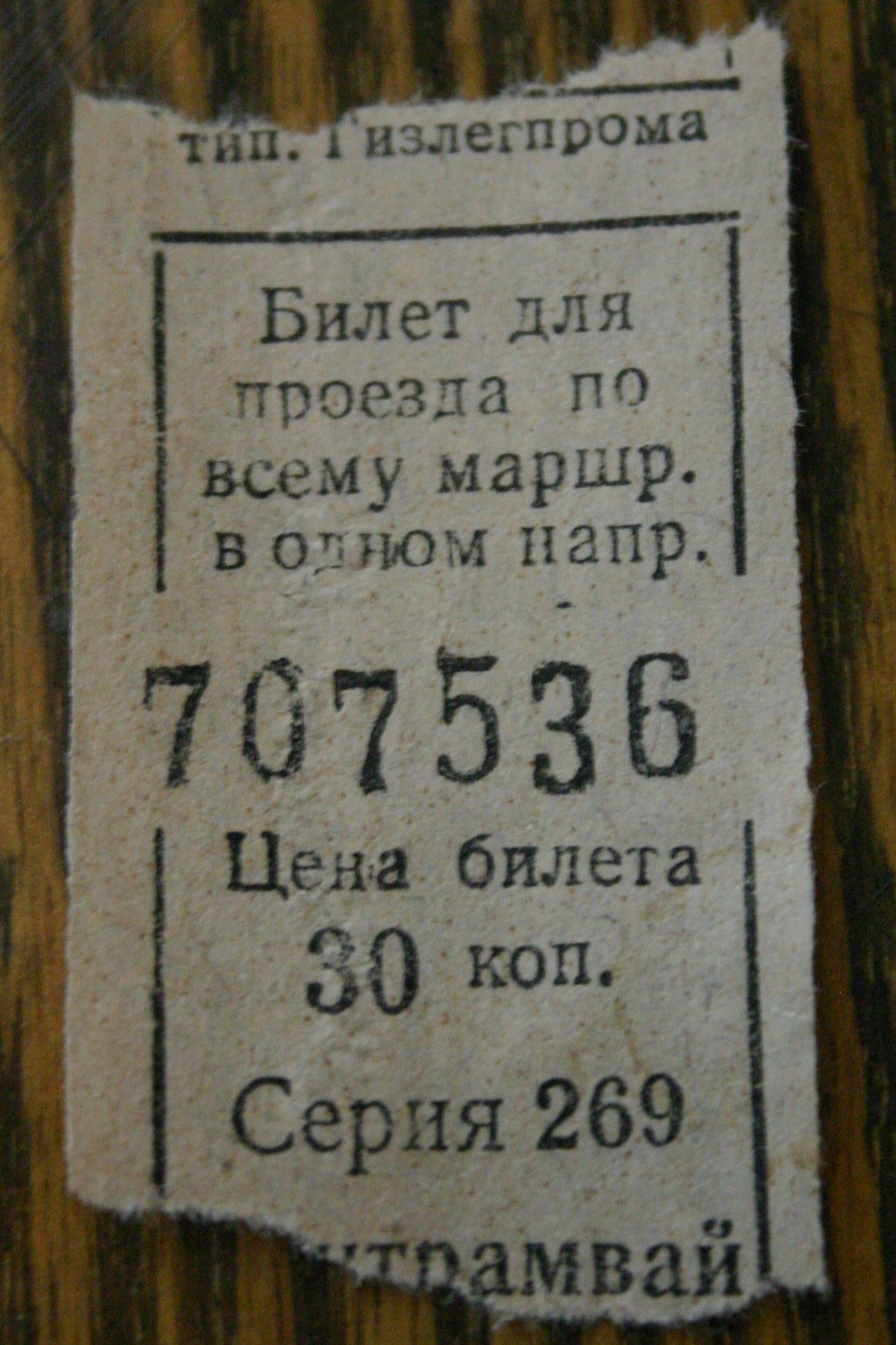
Ticket de tramway de Leningrad

Le transport en URSS était une composante importante de l'économie nationale. La centralisation de l'économie à la fin des années 1920 et au cours des années 1930 a développé les infrastructures de transport de façon rapide et massive ; les politiques appliquées lors de la « période de stagnation » ont quant à elle diminué les investissements dans le secteur. En 1991, date de l'effondrement de l'URSS, de nombreux modes de transport étaient accessibles, bien que développés de façon inégale. Le réseau ferroviaire était le plus grand et le plus utilisé au monde. L'industrie de l'aviation civile, représentée par Aeroflot, était la plus grande au monde, mais était en proie à différentes sources d'inefficacité. Le réseau routier, lui, demeurait sous-développé et les routes de terre étaient communes en dehors des grandes villes.

## Réseau routier
À la fin des années 1970 et au début des années 1980, les économistes soviétiques ont plaidé pour la construction de nouvelles routes afin de soulager le réseau ferroviaire tout comme le budget de l'État. En 1991 pourtant, alors que le parc automobile s'était largement accru, le réseau routier demeurait sous-développé.

## Autocars
Des Pays baltes au Kazakhstan, de la Caspienne à la Baltique, le réseau de bus et autocars soviétique est marqué par de somptueux arrêts de bus, que le journaliste Oliver Wainwright assimile à des folies architecturales. Une centaine de ces aubettes sont l’œuvre de l'architecte biélorusse Armen Sardarov.